# Место сусрета Београд
Место сусрета Београд је југословенски телевизијски филм из 1987. године. Режирао га је Славољуб Стефановић Раваси док су сценарио написали Мило Дор и Милован Витезовић.